# Лејк ин Хилс
Лејк ин Хилс (енгл. Lake in the Hills) град је у америчкој савезној држави Илиноис.

## Демографија
По попису из 2010. године број становника је 28.965, што је 5.813 (25,1%) становника више него 2000. године.
| Група             | 2000.          | 2010.          |
| Белци             | 20.324 (87,8%) | 23.078 (79,7%) |
| Афроамериканци    | 347 (1,5%)     | 578 (2,0%)     |
| Азијати           | 770 (3,3%)     | 1.519 (5,2%)   |
| Хиспаноамериканци | 1.462 (6,3%)   | 3.358 (11,6%)  |
| Укупно            | 23.152         | 28.965         |